# ZNF638
ZNF638‏ (Zinc finger protein 638) هوَ بروتين يُشَفر بواسطة جين ZNF638 في الإنسان.